# Пет мртвих адреса
„Пет мртвих адреса” је југословенски ТВ филм из 1984. године. Режирао га је Бранко Иванда а сценарио је написала Мелита Церлек.

## Улоге
| Глумац            | Улога |
| ----------------- | ----- |
| Марија Данира     |       |
| Богдан Диклић     |       |
| Борис Фестини     |       |
| Божидарка Фрајт   |       |
| Јелена Груић      |       |
| Кораљка Хрс       |       |
| Љубо Капор        |       |
| Драгутин Клобучар |       |
| Татјана Лукјанова |       |

Остале улоге  ▼
| Глумац             | Улога |
| ------------------ | ----- |
| Мирјана Мајурец    |       |
| Драган Миливојевић |       |
| Звонимир Рогоз     |       |
| Крунослав Шарић    |       |